# Alstroemeria lutea
Alstroemeria lutea là một loài thực vật có hoa trong họ Alstroemeriaceae. Loài này được Muñoz Schick mô tả khoa học đầu tiên năm 2000.